# Мошково городище
Мошково городище — один из крупнейших городов Волжской Булгарии на реке Свияге, находится в Ульяновском районе Ульяновской области близ села Ста́рое Але́йкино. Первое его оригинальное название упоминается как город Саван (Sauan) на карте Муххамада Ал Идриси. Рядом с Мошково городищем в 3 км находится Сюндюково городище близ села Красное Сюндюково. Площадь Савана (Мошково городища) составляла (вместе с укреплениями) 3,21 км².

## Источник
Книга: О городищах древнего Волжско-Болгарского и Казанского царств в нынешних губерниях Казанской, Симбирской, Самарской и Вятской, автор Невоструев К.
Книга: Археологическая карта Симбирской губернии 1900 г. В. Н. Поливанов